# Rövidfarkú erdőcsillag
A rövidfarkú erdőcsillag (Myrmia micrura) a madarak osztályának sarlósfecske-alakúak (Apodiformes)  rendjébe és a kolibrifélék (Trochilidae) családjába tartozó Myrmia nem egyetlen faja.
A magyar név forrással nincs megerősítve.

## Előfordulása
A Csendes-óceán tengerparti sávjában Ecuador nyugati és Peru északnyugati részén honos. A természetes élőhelye szubtrópusi vagy trópusi éghajlati övezetben lévő síkvidéki száraz cserjések, valamint vidéki kertek.

## Külső hivatkozások
- Képek az interneten a fajról
- Internet Bird Collection
- Xeno-canto.org - a faj hangja[halott link]